# 开心汽车
开心汽车（Kaixin Auto Holdings，股票代码：KXIN）是一家总部位于中国北京的公司，专注于二手车交易服务和新能源汽车业务。公司前身为人人汽车，隶属于人人公司，成立于2015年，并于2019年5月在美国纳斯达克上市，成为中国第二家成功上市的二手车企业。 